# Vinnufossen
Vinnufossen je najviši vodopad u Europi, a nalazi se u Norveškoj. Ukupna visina vodopada je 845 metara, a najduži slap je dug 575 metara.